# Still Remains
Gli Still Remains sono un gruppo metalcore di Grand Rapids (Michigan) attualmente sotto contratto con la Roadrunner Records.
Il loro sound unisce il metal moderno statunitense con tastiere tipicamente europee, la band cita Children of Bodom e In Flames come influenze.

## Storia del gruppo
Le origini del gruppo risalgono al 2002, bisogna aspettare un anno per trovare il primo EP autoprodotto del gruppo chiamato Dying With a Smile, nel 2004 è la volta dell'EP If Love Was Born to Die uscito per la Benchmark Records e registrato agli Azmyth Studio di Carmel (Indiana), con il produttore Ryan Adkins.
Grazie a questa demo arriva il contratto con la Roadrunner Records che porta all'uscita l'anno seguente del primo LP chiamato Of Love and Lunacy.
Ad inizio 2006 il gruppo si unisce a Bullet for My Valentine, Hawthorne Heights e Aiden per il Kerrang XXV Tour.
Nel 2007 esce il secondo album The Serpent, ma il 25 marzo 2008 la band annuncia l'ultimo tour da headliner e il successivo scioglimento, causato dalla volontà dei membri di dedicarsi ad altre cose.
Il 7 maggio 2011, tramite la loro pagina ufficiale di Facebook, la band ha annunciato la loro reunion.
il 1º gennaio 2012 è uscito il loro primo singolo dall'avvenuta reunion: Reading Lips.

## Formazione

### Ultima line-up
- T.J. Miller - voce
- Mike Church - chitarra, voce
- Jordan Whelan - chitarra
- Adrian Green - batteria
- Steve Hetland - basso
- Ben Schauland - tastiere

### Ex componenti
- Evan Willey - basso
- A.J. Barrette - batteria
- Cameron MacIntosh - batteria
- Steve Schallert - chitarra, voce
- Jordan Gilliam - chitarra, voce
- Zach Roth - tastiere

## Discografia

### Album in studio
- 2005 - Of Love and Lunacy
- 2007 - The Serpent
- 2013 - Ceasing to Breathe

### EP
- 2003 - Dying With a Smile
- 2004 - If Love Was Born to Die